# Абушевич Аркадій Єльович
Абуше́вич Арка́дій Є́льович (нар. 3 вересня 1934, Радомишль, СРСР — пом. 24 березня 2011, Рівне, Україна) — український радянський військовик, полковник, заступник начальника штабу 13-ї загальновійськової армії (1975–1986). Кавалер Ордена Червоної Зірки та Ордена «За службу Батьківщині в Збройних Силах СРСР» III ст. Голова Рівненської міської ради ветеранів.

## Життєпис
Аркадій Абушевич народився у місті Радомишль, що на Житомирщині, в родині військовослужбовців. У 1942 році пішов до першого класу в селі Чистий Чандак (Кустанайська область, Казахська РСР). Наступного року переїхав до Пермі, де й проживав аж до закінчення 10 класу середньої школи № 2.
У жовтні 1952 року отримав направлення до військового училища. Наступного року, через розформування навчального закладу, переведений до Свердловського суворівського офіцерського училища, яке закінчив у вересні 1954 року. Був призначений на посаду командира мотострілецького взводу, обов'язки якого виконував до листопада наступного року.
Протягом 1962–1965 років навчався у військовій академії імені Фрунзе, яку закінчив з відзнакою. Після закінчення навчання отримав направлення до Прикарпатського військового округу на посаду командира мотострілецького батальйону. З червня 1975 року по 25 грудня 1986 року — начальник оперативного відділу — заступник начальника штабу 13-ї загальновійськової армії.
З 2002 по 2011 рік очолював Рівненську міську раду Організації ветеранів України, входив до складу громадської ради при Рівненській ОДА.
Помер 24 березня 2011 року в Рівному.

## Нагороди
- Відзнака «Ветеран військової служби»
- Орден Червоної Зірки
- Орден «За службу Батьківщині в Збройних Силах СРСР» III ст.
- Ювілейна медаль «50 років Перемоги у Великій Вітчизняній війні 1941—1945 рр.»
- Ювілейна медаль «60 років Перемоги у Великій Вітчизняній війні 1941—1945 рр.»
- Медаль Жукова
- Медаль «В ознаменування 100-річчя з дня народження Володимира Ілліча Леніна»
- Медаль «Ветеран Збройних сил СРСР»
- Медаль «За зміцнення бойової співдружності»
- Медаль «40 років Збройних Сил СРСР»
- Медаль «50 років Збройних Сил СРСР»
- Медаль «60 років Збройних Сил СРСР»
- Медаль «70 років Збройних Сил СРСР»
- Медаль «За бездоганну службу» (СРСР) I ст.
- Медаль «За бездоганну службу» (СРСР) II ст.
- Медаль «За бездоганну службу» (СРСР) III ст.
- Почесна грамота Кабінету Міністрів України